# Rumori fuori scena (commedia)
Rumori fuori scena è una commedia metateatrale di Michael Frayn. L'opera mette in scena le vicissitudini di una compagnia teatrale durante le prove e le recite di uno spettacolo, dovute alle difficoltà del testo messo in scena e alle dinamiche relazionali tra gli attori stessi.
La prima rappresentazione dello spettacolo è avvenuta nel 1982 al Lyric Theatre di Londra; nel 1983 è avvenuta la prima rappresentazione italiana a Roma, al Teatro Flaiano, ad opera della compagnia Attori &Tecnici capitanata da Attilio Corsini.

L'opera è molto conosciuta e rappresentata.

## Trama

### Atto 1
Grand Theatre, Weston-Super-Mare, lunedì 14 gennaio.

La compagnia teatrale di Lloyd Dallas sta provando per l'ultima volta lo spettacolo immaginario Niente addosso di Robin Housemonger. La compagnia è composta da attori professionisti e non: Selsdon, attore di vecchia data con problemi di alcolismo; Dotty, amica di vecchia data di Selsdon e Lloyd, fidanzata con Garry, molto più giovane di lei; Frederick, sensibile verso ogni forma di violenza, reduce da un divorzio piuttosto recente; Belinda, perfezionista e ficcanaso; Brooke, ex spogliarellista, "raccomandata" perché amante di Lloyd; completano la compagnia Tim, assistente di scena vessato per ogni mancanza, e Poppy, anch'essa infatuata di Lloyd, ed estremamente gelosa nei confronti di Brooke.
Le prove dello spettacolo (di cui si vedrà solamente l'Atto Primo) vanno avanti a rilento, a causa dei continui intoppi dovuti a problemi tecnici, alle continue sparizioni di Selsdon che si imbosca per bere o per schiacciare un pisolino, o alle dinamiche umane: Lloyd, in un crescendo di rabbia, si sfoga brutalmente con Brooke, facendola piangere, e causando la gelosia di Poppy.

### Atto 2
Theatre Royal, Goole, pomeridiana di mercoledì 13 febbraio

Un mese dopo la prima, lo spettacolo sta viaggiando in molti teatri con grande successo. Lloyd, che segue anche un'altra compagnia (con la quale ha messo in scena il Riccardo III), all'insaputa di tutti si è intrufolato nel dietro le quinte per avere un po' d'intimità di Brooke, ma viene informato da Tim della discordia nata tra alcuni membri della compagnia: Dotty e Garry si sono lasciati, per l'eccessiva gelosia di lui, che vede in Frederick un rivale, visto che una sera a cena ha ascoltato e consolato Dotty in preda a una crisi nervosa; la stessa Dotty è convinta, a causa di alcuni equivoci, che Belinda ci provi con Garry per ripicca, sostenendo che lei sia innamorata di Frederick; per di più, non si riesce a trovare Selsdon per l'ennesima volta. A complicare la situazione si aggiunge pure Poppy, che insiste a voler parlare con urgenza a Lloyd, che cerca sempre di evitarla.
Lo spettacolo viene comunque rappresentato, ma gli attori si lasciano andare a dispetti ai danni dei colleghi, incuranti del pubblico in sala: nonostante i disastri in scena, l'Atto Primo giunge alla fine, ma le battute finali vengono coperte dallo sfogo di Poppy che grida a Lloyd di essere incinta.

### Atto 3
Municipal Theatre, Stockton-on-Tees, sabato 6 aprile

Il malcontento e l'astio che serpeggiano tra gli attori sono talmente irrefrenabili che non esitano a rovinare lo spettacolo pur di dare fastidio ai colleghi: Dotty e Belinda litigano anche in scena, mentre Garry, di fronte alle difficoltà della scena palesa la sua totale incapacità di saper improvvisare, così come Brooke e Frederick, che viene ferito gravemente e sostituito per poco da Tim, il quale subito dopo sostituisce Selsdon (scomparso per l'ennesima volta); persino Poppy e Lloyd entrano entra in scena, sostituendo lo Sceicco e lo Scassinatore.

## Niente addosso
Lo spettacolo messo in scena dalla compagnia, Niente addosso (Nothing On) di Robin Housemonger, è uno spettacolo fittizio che ricalca la trama di una farsa americana.
Lo spettacolo (di cui viene rappresentato solo l'Atto Primo) è ambientato in un villino di campagna apparentemente disabitato, ma dentro al quale si incontrano diversi personaggi:
- la signora Clackett (impersonata da Dotty), governante dei signori Brent che approfitta dell'assenza dei padroni di casa per gustarsi la TV a colori;
- Roger Tramplemain (Garry), agente immobiliare presso un'agenzia che deve rivendere il villino, che vuole approfittare della casa (apparentemente) vuota per un weekend intimo con la fidanzata Vicky (Brooke), con la quale finge di essere il padrone del villino;
- Philip Brent (Frederick), commediografo evasore fiscale, con la moglie Flavia (Belinda);
- Uno scassinatore attempato e pasticcione (Selsdon);
- Uno sceicco che vuole acquistare il villino (Frederick).

Ognuno degli ospiti del villino è convinto di essere solo in casa, e gli incontri con gli altri personaggi danno il via a gag esilaranti tipici delle farse americane.

## Adattamenti
Nel 1992 fu realizzato un adattamento cinematografico diretto da Peter Bogdanovich, con Michael Caine, Christopher Reeve, John Ritter e Nicollette Sheridan tra gli attori principali.